# New Haven (Indiana)
New Haven é uma cidade localizada no estado americano de Indiana, no Condado de Allen.

## Demografia
Segundo o censo americano de 2000, a sua população era de 12.406 habitantes.
Em 2006, foi estimada uma população de 13.678, um aumento de 1272 (10.3%).

## Geografia
De acordo com o United States Census Bureau tem uma área de
21,1 km², dos quais 21,1 km² cobertos por terra e 0,0 km² cobertos por água.

## Localidades na vizinhança
O diagrama seguinte representa as localidades num raio de 20 km ao redor de New Haven.